# 구지라촌
구지라촌(櫛羅村)은 나라현 미나미카쓰라기군에 설치되었던 촌이다.